# Kintrisji
Kintrisji (georgiska: კინტრიში) är ett vattendrag i Georgien. Det ligger i regionen Adzjarien, i den västra delen av landet. Kintrisji mynnar i Svarta havet.
Vid floden finns bland annat Kintrisji naturreservat.